# Список губернаторов Арканзаса
Губернатор Арканзаса (англ. Governor of Arkansas) является главой исполнительной власти и главнокомандующим Национальной гвардией штата. Губернатор обеспечивает соблюдение законов штата, имеет право созывать «при особых обстоятельствах» законодательное собрание штата, утверждать либо ветировать принятые им законопроекты. Кроме того, он имеет право миловать преступников, за исключением случаев государственной измены и импичмента.
Всего данную должность занимали 46 человек, а также 10 лиц, исполнявших обязанности умершего или подавшего в отставку губернатора. До преобразования в штат должность губернатора территории Арканзас, назначаемого президентом, занимали четыре человека. Орвэл Фобус прослужил губернатором штата дольше всех — 12 лет (6 периодов полномочий). Билл Клинтон, избиравшийся губернатором на пять сроков с перерывом после первого, прослужил 11 лет и 11 месяцев. Меньше всех проработал Джон Себастьян Литтл — 38 дней, пока у него не началось нервное расстройство; один из исполняющих обязанности, его преемник Джесс Мартин занимал должность лишь три дня — самый короткий срок. Действующий губернатор, Сара Хакаби Сандерс, вступила в должность 13 января 2023 года.

## Список

### Губернаторы территории Арканзас
О периоде до образования территории Арканзас см. список губернаторов территории Миссури.
Территория Арканзас была выделена из состава территории Миссури 2 марта 1819 года (акт Конгресса вступил в силу 4 июля). Впоследствии Конгресс уменьшал площадь Арканзаса дважды: 26 мая 1824 года и 28 мая 1828 года.
Будучи секретарём территории с 1819 по 1829 год, Роберт Криттенден служил исполняющим обязанности губернатора, когда назначенный губернатор покидал штат. Фактически он был первым лицом в должности губернатора Территории Арканзас, поскольку Джеймс Миллер прибыл на территорию лишь через 9 месяцев после своего назначения.
| Портрет           | Губернатор                | Вступил в должность | Покинул должность | Кем назначен  | Комментарии     |
| ----------------- | ------------------------- | ------------------- | ----------------- | ------------- | --------------- |
|                   | Джеймс Миллер (1776—1851) | 3 марта 1819        | 27 декабря 1824   | Джеймс Монро  | [ К 1 ] [ К 2 ] |
|                   | Джордж Изард (1776—1828)  | 4 марта 1825        | 22 ноября 1828    | Джеймс Монро  | [ К 3 ] [ К 4 ] |
| Джон Куинси Адамс | Джордж Изард (1776—1828)  | 4 марта 1825        | 22 ноября 1828    |               | [ К 3 ] [ К 4 ] |
|                   | Джон Поуп (1770—1845)     | 9 марта 1829        | 9 марта 1835      | Эндрю Джексон | [ К 5 ] [ К 6 ] |
|                   | Уильям Фултон (1795—1844) | 9 марта 1835        | 15 июня 1836      | Эндрю Джексон | [ К 7 ]         |

### Губернаторы штата Арканзас
15 июня 1836 года Арканзас вошёл в состав федерации, а 6 мая 1861 года — вышел из её состава, и 18 мая того же года присоединился к Конфедеративным Штатам Америки. Правительства в изгнании не существовало, поэтому линия губернаторов непрерывна, хотя, когда Арканзас был взят войсками Федерации, было установлено лоялистское правительство с незначительным конфедеративным правительством в изгнании. После Гражданской войны штат стал частью четвёртого военного округа, а 22 июня 1868 года был повторно принят в состав Федерации.
Первая конституция Арканзаса 1836 года установила период службы губернатора равным четырём годам, а действующая редакция конституции, принятая в 1874 году, снизила этот срок до двух лет. Поправка 63 к конституции штата, принятая в 1984 году, увеличила периоды полномочий губернатора и вице-губернатора до четырёх лет. Губернаторам первоначально было разрешено служить не более восьми из каждых двенадцати лет, но редакция конституции штата 1874 года отменила любые ограничения по числу сроков. Референдум, проведённый в 1992 году, запретил губернаторам служить более двух сроков.
До 1864 года конституция предусматривала, что в случае вакантности должности губернатора председатель сената будет исполнять обязанности первого, пока не будет избран новый губернатор, либо пока не выздоровеет заболевший губернатор, либо до конца своего сенатского срока. Эта норма приводила к некоторым случаям, когда исполняющие обязанности губернатора менялись один за другим, поскольку их сенатские сроки кончались, или председателем избирался другой член сената. Например, после того как Джон Себастьян Литтл подал в отставку в 1907 году, три председателя сената по очереди исполняли обязанности губернатора до вступления в должность следующего избранного губернатора. В случае неспособности председателя сената исполнять обязанности губернатора следующим по порядку преемственности был спикер палаты представителей штата.
Редакция конституции штата 1864 года учредила должность вице-губернатора, который был обязан исполнять обязанности председателя сената, а также губернатора в случае вакантности должности последнего. Редакция конституции 1868 года сохранила данный пост, но редакция 1874 года упразднила его и возвратила первоначальный порядок преемственности. Поправка 6 к конституции Арканзаса, принятая в 1914 году, но не признанная до 1926 года, воссоздала должность вице-губернатора, который становится губернатором в случае вакантности должности последнего. Губернатор и вице-губернатор избираются отдельно.
До гражданской войны избиратели Арканзаса поддерживали Демократическую партию, избирая только её кандидатов. После Реконструкции три республиканца были избраны губернаторами, но затем Демократическая партия восстановила своё положение, и следующий республиканец был избран лишь через 92 года.
 Демократическая партия (48)
 Республиканская партия (8)
| #  | Портрет                         | Губернатор | Губернатор                                                | Начало срока     | Конец срока     | Вице-губернатор    | Вице-губернатор                   | Сроков  | С.     |
| -- | ------------------------------- | ---------- | --------------------------------------------------------- | ---------------- | --------------- | ------------------ | --------------------------------- | ------- | ------ |
| 1  |                                 |            | Джеймс Севьер Конуэй (1796—1855)                          | 13 сентября 1836 | 4 ноября 1840   | Нет                | Нет                               | 1       | [ 34 ] |
| 2  |                                 |            | Арчибальд Йелл (1797—1847)                                | 4 ноября 1840    | 29 апреля 1844  | Нет                | Нет                               | 1⁄2     | [ 35 ] |
| —  |                                 |            | Сэмюэл Адамс Временно исполняющий обязанности (1805—1850) | 29 апреля 1844   | 5 ноября 1844   | Нет                | Нет                               | 1⁄2     | [ 36 ] |
| 3  |                                 |            | Томас Стивенсон Дрю (1802—1879)                           | 5 ноября 1844    | 10 января 1849  | Нет                | Нет                               | 1+1⁄3   | [ 37 ] |
| —  |                                 |            | Ричард Бёрд Временно исполняющий обязанности (1805—1854)  | 10 января 1849   | 19 апреля 1849  | Нет                | Нет                               | 1⁄3     | [ 38 ] |
| 4  |                                 |            | Джон Селден Роун (1817—1867)                              | 19 апреля 1849   | 15 ноября 1852  | Нет                | Нет                               | 1⁄3     | [ 39 ] |
| 5  |                                 |            | Элиас Нельсон Конвей (1812—1892)                          | 15 ноября 1852   | 16 ноября 1860  | Нет                | Нет                               | 2       | [ 40 ] |
| 6  |                                 |            | Генри Мэсси Ректор (1816—1899)                            | 16 ноября 1860   | 4 ноября 1862   | Нет                | Нет                               | 1       | [ 42 ] |
| 7  |                                 |            | Харрис Флэнэгин (1817—1874)                               | 15 ноября 1862   | 18 апреля 1864  | Нет                | Нет                               | 1       | [ 46 ] |
| 8  |                                 |            | Айзек Мёрфи (1802—1882)                                   | 18 апреля 1864   | 2 июля 1868     |                    | Кэлвин Блисс (1823—1891)          | 1       | [ 48 ] |
| 8  | Джеймс Джонсон                  |            | Айзек Мёрфи (1802—1882)                                   | 18 апреля 1864   | 2 июля 1868     |                    |                                   | 1       | [ 48 ] |
| 9  |                                 |            | Пауэлл Клэйтон (1833—1914)                                | 2 июля 1868      | 17 марта 1871   |                    | Джеймс Джонсон                    | 1⁄2     | [ 50 ] |
| —  |                                 |            | Озрэ Эмэндер Хэдли (1826—1915)                            | 17 марта 1871    | 6 января 1873   | Должность вакантна | Должность вакантна                | 1⁄2     | [ 52 ] |
| 10 |                                 |            | Элайша Бэкстер (1827—1899)                                | 6 января 1873    | 12 ноября 1874  |                    | Волни Смит (1841—1897)            | 1       | [ 54 ] |
| 11 |                                 |            | Август Хилл Гарланд (1832—1899)                           | 12 ноября 1874   | 11 января 1877  | Нет                | Нет                               | 2       | [ 55 ] |
| 12 |                                 |            | Уильям Рид Миллер (1823—1887)                             | 11 января 1877   | 11 января 1881  | Нет                | Нет                               | 2       | [ 56 ] |
| 13 |                                 |            | Томас Джеймс Черчилль (1824—1905)                         | 11 января 1881   | 9 января 1883   | Нет                | Нет                               | 1       | [ 57 ] |
| 14 |                                 |            | Джеймс Хендерсон Берри (1841—1913)                        | 13 января 1883   | 17 января 1885  | Нет                | Нет                               | 1       | [ 58 ] |
| 15 |                                 |            | Саймон Поллард Хьюз (младший) (1830—1906)                 | 17 января 1885   | 17 января 1889  | Нет                | Нет                               | 2       | [ 59 ] |
| 16 |                                 |            | Джеймс Филип Игл (1837—1904)                              | 8 января 1889    | 10 января 1893  | Нет                | Нет                               | 2       | [ 60 ] |
| 17 |                                 |            | Уильям Мид Фишбэк (1831—1903)                             | 8 января 1893    | 12 января 1895  | Нет                | Нет                               | 1       | [ 61 ] |
| 18 |                                 |            | Джеймс Пол Кларк (1854—1916)                              | 8 января 1895    | 12 января 1897  | Нет                | Нет                               | 1       | [ 62 ] |
| 19 |                                 |            | Дэниел Уэбстер Джонс (1839—1918)                          | 18 января 1897   | 8 января 1901   | Нет                | Нет                               | 2       | [ 63 ] |
| 20 |                                 |            | Джефф Дэвис (1862—1913)                                   | 8 января 1901    | 8 января 1907   | Нет                | Нет                               | 3       | [ 64 ] |
| 21 |                                 |            | Джон Себастьян Литтл (1851—1916)                          | 18 января 1907   | 11 февраля 1907 | Нет                | Нет                               | 1⁄4     | [ 65 ] |
| —  |                                 |            | Джон Айзек Мур (1856—1937)                                | 15 февраля 1907  | 14 мая 1907     | Нет                | Нет                               | 1⁄4     | [ 66 ] |
| —  |                                 |            | Ксенофон Овертон Пиндолл (1873—1935)                      | 14 мая 1907      | 14 января 1909  | Нет                | Нет                               | 1⁄4     | [ 67 ] |
| —  |                                 |            | Джесс Мартин (1877—1915)                                  | 11 января 1909   | 14 января 1909  | Нет                | Нет                               | 1⁄4     | [ 68 ] |
| 22 |                                 |            | Джордж Вашингтон Донахи (1856—1937)                       | 14 января 1909   | 15 января 1913  | Нет                | Нет                               | 2       | [ 69 ] |
| 23 |                                 |            | Джозеф Тейлор Робинсон (1872—1937)                        | 16 января 1913   | 8 марта 1913    | Нет                | Нет                               | 1⁄4     | [ 70 ] |
| —  |                                 |            | Уильям Кэвэно Олдэм (1865—1938)                           | 10 марта 1913    | 13 марта 1913   | Нет                | Нет                               | 1⁄4     | [ 71 ] |
| —  |                                 |            | Джуниус Мэрион Фатрелл (1870—1955)                        | 13 марта 1913    | 23 июля 1913    | Нет                | Нет                               | 1⁄4     | [ 72 ] |
| 24 |                                 |            | Джордж Вашингтон Хейз (1863—1927)                         | 23 июля 1913     | 9 января 1917   | Должность вакантна | Должность вакантна                | 1⁄4     | [ 73 ] |
| 25 |                                 |            | Чарльз Хиллмэн Бру (1876—1935)                            | 10 января 1917   | 12 января 1921  | Должность вакантна | Должность вакантна                | 2       | [ 74 ] |
| 26 |                                 |            | Томас Чипмен Макрей (1851—1929)                           | 11 января 1921   | 13 января 1925  | Должность вакантна | Должность вакантна                | 2       | [ 75 ] |
| 27 |                                 |            | Том Джефферсон Террел (1882—1946)                         | 13 января 1925   | 11 января 1927  | Должность вакантна | Должность вакантна                | 1       | [ 76 ] |
| 28 |                                 |            | Джон Эллис Мартино (1873—1937)                            | 11 января 1927   | 2 марта 1928    |                    | Харви Парнелл (1880—1936)         | 1⁄2     | [ 77 ] |
| 29 |                                 |            | Харви Парнелл (1880—1936)                                 | 4 марта 1928     | 10 января 1933  |                    | Ли Уильям Кэзорт (1887—1969)      | 2+1⁄2   | [ 78 ] |
| 29 | Лоренс Элери Уилсон (1884—1946) |            | Харви Парнелл (1880—1936)                                 | 4 марта 1928     | 10 января 1933  |                    |                                   | 2+1⁄2   | [ 78 ] |
| 30 |                                 |            | Джуниус Мэрион Фатрелл (1870—1955)                        | 10 января 1933   | 12 января 1937  |                    | Ли Уильям Кэзорт (1887—1969)      | 2       | [ 72 ] |
| 31 |                                 |            | Карл Эдвард Бэйли (1894—1948)                             | 12 января 1937   | 14 января 1941  |                    | Роберт Бэйли (1892—1957)          | 2       | [ 79 ] |
| 32 |                                 |            | Хомер Мартин Эдкинс (1890—1964)                           | 14 января 1941   | 9 января 1945   |                    | Роберт Бэйли (1892—1957)          | 2       | [ 80 ] |
| 32 | Джеймс Шэйвер (1902—1985)       |            | Хомер Мартин Эдкинс (1890—1964)                           | 14 января 1941   | 9 января 1945   |                    |                                   | 2       | [ 80 ] |
| 33 |                                 |            | Бенджамин Трэвис Лэйни (1896—1977)                        | 9 января 1945    | 11 января 1949  |                    | Джеймс Шэйвер (1902—1985)         | 2       | [ 81 ] |
| 33 | Натан Грин Гордон (1916—2008)   |            | Бенджамин Трэвис Лэйни (1896—1977)                        | 9 января 1945    | 11 января 1949  |                    |                                   | 2       | [ 81 ] |
| 34 |                                 |            | Сид Макмэс (1912—2003)                                    | 11 января 1949   | 13 января 1953  |                    | Натан Грин Гордон (1916—2008)     | 2       | [ 82 ] |
| 35 |                                 |            | Фрэнсис Черри (1908—1965)                                 | 13 января 1953   | 11 января 1955  |                    | Натан Грин Гордон (1916—2008)     | 1       | [ 83 ] |
| 36 |                                 |            | Орвэл Фобус (1910—1994)                                   | 11 января 1955   | 10 января 1967  |                    | Натан Грин Гордон (1916—2008)     | 6       | [ 84 ] |
| 37 |                                 |            | Уинтроп Рокфеллер (1912—1973)                             | 10 января 1967   | 12 января 1971  |                    | Морис Бритт (1919—1995)           | 2       | [ 85 ] |
| 38 |                                 |            | Дейл Бамперс (1925–2016)                                  | 12 января 1971   | 3 января 1975   |                    | Боб Райли (1924—1994)             | 1+1⁄2   | [ 86 ] |
| —  |                                 |            | Боб Райли (1924—1994)                                     | 3 января 1975    | 14 января 1975  |                    |                                   | 1⁄2     | [ 87 ] |
| 39 |                                 |            | Дэвид Прайор (1934—2024)                                  | 14 января 1975   | 3 января 1979   |                    | Джо Пёрселл (1923—1987)           | 1+1⁄2   | [ 88 ] |
| —  |                                 |            | Джо Пёрселл (1923—1987)                                   | 3 января 1979    | 9 января 1979   |                    |                                   | 1⁄2     | [ 89 ] |
| 40 |                                 |            | Билл Клинтон (род. 1946)                                  | 9 января 1979    | 19 января 1981  |                    | Джо Пёрселл (1923—1987)           | 1       | [ 90 ] |
| 41 |                                 |            | Фрэнк Уайт (1933—2003)                                    | 19 января 1981   | 11 января 1983  |                    | Уинстон Брайант (род. 1938)       | 1       | [ 91 ] |
| 42 |                                 |            | Билл Клинтон (род. 1946)                                  | 11 января 1983   | 12 декабря 1992 |                    | Уинстон Брайант (род. 1938)       | 3+1⁄2   | [ 90 ] |
| 42 | Джим Гай Такер (1943–2025)      |            | Билл Клинтон (род. 1946)                                  | 11 января 1983   | 12 декабря 1992 |                    |                                   | 3+1⁄2   | [ 90 ] |
| 43 |                                 |            | Джим Гай Такер (род. 1943)                                | 12 декабря 1992  | 15 июля 1996    |                    | Майк Хакаби (род. 1955)           | 1⁄2+1⁄2 | [ 93 ] |
| 44 |                                 |            | Майк Хакаби (род. 1955)                                   | 15 июля 1996     | 9 января 2007   |                    | Уинтроп Пол Рокфеллер (1948—2006) | 2+1⁄2   | [ 94 ] |
| 45 |                                 |            | Майк Биб (род. 1946)                                      | 9 января 2007    | 13 января 2015  |                    | Билл Хэлтер (род. 1960)           | 2       | [ 95 ] |
| 45 | Марк Дарр (род. 1973)           |            | Майк Биб (род. 1946)                                      | 9 января 2007    | 13 января 2015  |                    |                                   | 2       | [ 95 ] |
| 46 |                                 |            | Аса Хатчинсон (род. 1950)                                 | 13 января 2015   | 13 января 2023  |                    | Тим Гриффин (род. 1968)           | 1       | [ 96 ] |
| 47 |                                 |            | Сара Хакаби Сандерс (род. 1982)                           | 13 января 2023   | Действующий     |                    | Лесли Ратледж (род. 1976)         | 1       |        |

### Другие должности губернаторов
В таблице приведены другие должности, которые занимали губернаторы штата. Знаком * обозначены случаи, когда губернатор подал в отставку, чтобы занять другую должность.
| Губернатор             | П. | Губернаторский срок полномочий | Конгресс США | Конгресс США | Другие должности                                       | Источник |
| Губернатор             | П. | Губернаторский срок полномочий | ПП           | Сенат        | Другие должности                                       | Источник |
| ---------------------- | -- | ------------------------------ | ------------ | ------------ | ------------------------------------------------------ | -------- |
| Джеймс Миллер          |    | 1819—1825                      | ПП           |              |                                                        | [ 8 ]    |
| Джон Поуп              |    | 1829—1835                      | ПП           | С            |                                                        | [ 97 ]   |
| Уильям Фултон          |    | 1835—1836                      |              | С            |                                                        | [ 13 ]   |
| Арчибальд Йелл         |    | 1840—1844                      | ПП           |              |                                                        | [ 35 ]   |
| Пауэлл Клэйтон         |    | 1868—1871                      |              | С*           | Посол США в Мексике                                    | [ 50 ]   |
| Огастас Хилл Гарлэнд   |    | 1874—1877                      |              | С            | Генеральный прокурор США, конгрессмен КША, сенатор КША | [ 55 ]   |
| Джеймс Хендерсон Берри |    | 1883—1885                      |              | С            |                                                        | [ 58 ]   |
| Уильям Мид Фишбэк      |    | 1893—1895                      |              | С            |                                                        | [ 61 ]   |
| Джеймс Пол Кларк       |    | 1895—1897                      |              | С            |                                                        | [ 62 ]   |
| Джефф Дэвис            |    | 1901—1907                      |              | С            |                                                        | [ 64 ]   |
| Джон Себастьян Литтл   |    | 1907                           | ПП           |              |                                                        | [ 65 ]   |
| Джозеф Тейлор Робинсон |    | 1913                           | ПП           | С*           |                                                        | [ 70 ]   |
| Томас Чипмен Макрей    |    | 1921—1925                      | ПП           |              |                                                        | [ 75 ]   |
| Дэйл Бамперс           |    | 1971—1975                      |              | С*           |                                                        | [ 86 ]   |
| Дэвид Прайор           |    | 1975—1979                      | ПП           | С*           |                                                        | [ 88 ]   |
| Билл Клинтон           |    | 1979—1981 1983—1992            |              |              | Президент США*                                         | [ 90 ]   |
| Джим Гай Такер         |    | 1992—1996                      | ПП           |              |                                                        | [ 93 ]   |
| Аса Хатчинсон          |    | 2015–2023                      | ПП           |              |                                                        | [ 96 ]   |

### Ныне живущие бывшие губернаторы
По состоянию на февраль 2025 года живы четыре бывших губернаторов Арканзаса.
| Губернатор    | Срок полномочий     | Дата рождения   |
| ------------- | ------------------- | --------------- |
| Билл Клинтон  | 1979—1981 1983—1992 | 19 августа 1946 |
| Майк Хакаби   | 1996—2007           | 24 августа 1955 |
| Майк Биб      | 2007—2015           | 28 декабря 1946 |
| Аса Хатчинсон | 2015—2023           | 3 декабря 1950  |

## Комментарии
1. ↑  Джеймс Миллер был назначен губернатором территории 3 марта 1819 года, в день подписания законопроекта об организации территории Арканзас. Однако, чтобы избежать поездки жарким южным летом, он отложил свой отъезд из Нью-Гэпмшира до сентября и поехал непрямым маршрутом, в конце концов прибыв на территорию 26 декабря 1819 года[8]. Роберт Криттенден[англ.], секретарь территории, исполнял обязанности губернатора, пока тот не прибыл на территорию[6].
2. ↑  Подал в отставку, сославшись на плохое здоровье. Ко времени отставки находился вне территории в течение 18 месяцев[9].
3. ↑  Джордж Изард прибыл в Арканзас лишь 31 мая 1825 года; Роберт Криттенден, секретарь территории, исполнял обязанности губернатора, но находился вне территории во время прибытия Изарда.[10]
4. 1 2  Умер в должности.
5. ↑  Должность была вакантной с 22 ноября 1828 года по 9 марта 1829 года. К тому времени, когда известие о смерти Джорджа Изарда достигло в Вашингтона, Эндрю Джексон был избран президентом, и Сенат США отказался одобрять выбор губернатора, сделанный Джоном Куинси Адамсом, и предпочёл подождать до вступления избранного президента Джексона в должность[9].
6. ↑  Поуп прибыл на территорию в мае 1829 года.[12]
7. ↑  Уильям Фултон служил губернатором территории до её преобразования в штат, когда он был избран в Сенат США[13].
8. ↑  Включая 9 исполняющих обязанности.
9. ↑  Включая 1 исполняющего обязанности.
10. ↑  Официальная нумерация включает повторные сроки губернаторов, но не содержит исполняющих обязанности. Последующие сроки переизбравшихся губернаторов отмечены их первоначальным номером, выделенным курсивом.
11. ↑  Должность вице-губернатора была учреждена в 1864 году и упразднена в 1874. Она была воссоздана в 1914 году, но не была заполнена до 1926 года. Поправка к конституции Арканзаса, предусматривающая создание данной должности, была поддержана избирателями с незначительным перевесом в 1914 году. Спикер Палаты представителей штата заявил, что инициатива не была поддержана, поскольку не получила наивысшее большинство на том голосовании (на него было вынесено несколько вопросов). В 1925 году было обнаружено, что закон, принятый в 1910 году, изменил это требование таким образом, что для реализации предложения требовалось, чтобы оно было поддержано большинством голосов, отданных по нему. Таким образом, инициатива 1914 года была признана поддержанной.[28]
12. ↑  Дробные сроки некоторых губернаторов не следует понимать буквально; скорее, они обозначают периоды полномочий, в течение которых служило несколько губернаторов из-за отставок, смертей и т. п.
13. ↑  Подал в отставку, чтобы баллотироваться в Палату представителей, и победил на выборах[35].
14. ↑  Будучи председателем сената штата, исполнял обязанности губернатора в течение остатка срока Йелла.
15. ↑  Подал в отставку из-за низкой зарплаты[37].
16. ↑  Будучи председателем сената штата, исполнял обязанности губернатора до внеочередных выборов[38].
17. ↑  Избран на досрочных выборах, чтобы дослужить остаток срока Дрю[39].
18. ↑  Редакция конституции штата 1861 года вступила в силу во время срока Ректора; тогда как период полномочий губернатора остался без изменений (четыре года), был создан новый календарь выборов, назначивший их на 1862 год — два года до окончания времени службы Генри.[41]
19. 1 2  Гаррис Флэнэгин сбежал из Литл-Рока, когда этот город взяли силы Союза 10 сентября 1863 года. Лояльное к Северу правительство, учрежденное после того, как вышеуказанные войска установили контроль над штатом, избрало временным губернатором Айзека Мёрфи, который вступил в должность 18 апреля 1864 года[43][44].
20. ↑  Редакция конституции штата 1864 года была введена в действие во время срока Флэнэгина; однако она была составлена при оккупации войсками Федерации и не повлияла на него. В то время как период полномочий в четыре года остался без изменений, был создан новый календарь выборов, согласно которому они назначались на 1864 год.[45]
21. ↑  Подал в отставку, чтобы занять должность госсекретаря штата.
22. 1 2 3 4  Подал в отставку ради избранного места в Сенате.
23. ↑  Имя Озрэ Эмэндера Хэдли в некоторых источниках пишется как «Озро»; неизвестно, какой из вариантов правилен[51].
24. ↑  Будучи временным председателем сената, исполнял обязанности губернатора в течение остатка срока Клэйтона; должность вице-губернатора в то время была вакантной.[51]
25. ↑  Отстранен от должности на короткое время во время политического конфликта с Джозефом Бруксом[англ.][54].
26. ↑  Редакция Конституции штата 1874 года была введена в действие во время срока Бэкстера, в связи с этим период его полномочий был сокращен до двух лет, пока назначались новые выборы.
27. ↑  Подал в отставку, пережив нервное расстройство вскоре после вступления в должность[65].
28. ↑  Будучи председателем сената штата, исполнял обязанности губернатора, пока законодательное собрание временно не прекратило деятельность[англ.][66].
29. ↑  Будучи новым временным председателем[англ.] сената штата, стал исполняющим обязанности губернатора, пока не истек его сенатский срок[67].
30. ↑  Будучи новым временным председателем сената штата, исполнял обязанности губернатора в течение трех дней до вступления в должность следующего избранного губернатора[68].
31. ↑  Будучи председателем сената штата, исполнял обязанности губернатора в течение 4 дней, пока не был избран новый председатель сената[71].
32. ↑  Будучи новым председателем сената штата, исполнял обязанности губернатора до внеочередных выборов[72].
33. ↑  Избран на внеочередных выборах, чтобы дослужить остаток срока Робинсона[73].
34. ↑  Подал в отставку ради должности судьи окружного суда США по Восточному округу штата Арканзас[англ.][77].
35. 1 2 3  Будучи вице-губернатором, исполнял обязанности губернатора в течение остатка срока Мартино, и впоследствии был избран полноправным губернатором.
36. 1 2  Будучи вице-губернатором, исполнял обязанности губернатора в течение остатка срока Бамперса.
37. ↑  Подал в отставку ради должности президента.
38. ↑  Период полномочий губернатора штата изменился с двух до четырёх лет в течение срока Клинтона; он был избран на два двухлетних срока в 1982 и 1984 году, и два четырёхлетних в 1986 и 1990 году соответственно.
39. ↑  Подал в отставку после того, как был осужден за мошенничество с использованием почты[англ.] в рамках Уайтуотерского скандала[англ.].[92]
40. ↑  Был избран в Палату представителей, но не вступил в должность.
41. 1 2  От Кентукки.
42. ↑  Был избран в сенат, но не вступил в должность.
43. ↑  Также был временным председателем сената.
44. ↑  Также был лидером большинства и меньшинства сената.